# Jerzy Faczyński
Jerzy Faczyński (ur. 25 kwietnia 1917 w Rykowym (ob. Jenakijewe, Ukraina), zm. 22 kwietnia 1994 w Liverpoolu, Wielka Brytania) – polski malarz, architekt i poeta.

## Życiorys
Syn Mariana Faczyńskiego, malarza i nauczyciela i gimnazjum w Bydgoszczy. Pomimo wybitnych zdolności malarskich rozpoczął w 1936 studia na Wydziale Architektury Politechniki Warszawskiej; w 1937 wykonał polichromie dla kościoła w okolicach Krakowa, w tym samym roku i następnym miały miejsce wystawy jego obrazów. Po wybuchu II wojny światowej służył w lotnictwie na froncie węgierskim, został internowany, ale zbiegł i przedostał się do Francji, gdzie wstąpił do formowanego tam Wojska Polskiego. Po zajęciu Francji przez III Rzeszę ewakuował się do Wielkiej Brytanii, gdzie służył w Polskich Siłach Powietrznych w stopniu sierżanta. Miał numer służbowy RAF 783442. 
Od 1942 kontynuował naukę w Polskiej Szkole Architektury w Liverpoolu, a od 1943 na Wydziale Technicznym Uniwersytetu w Liverpoolu, gdzie w 1946 uzyskał stopień inżyniera. Znalazł zatrudnienie w biurze projektowym, gdzie stworzył plany budowy trzydziestu dziewięciu świątyń, m.in. kościół Świętej Marii w Leyland. Pomiędzy 1940 a 1967 miał dziewięć wystaw indywidualnych i dwadzieścia jeden zbiorowych, ponadto ilustrował książki, tworzył rysunki, grafiki, akwarele, malarstwo olejne, witraże i drzeworyty. Duża część prac to obrazy o tematyce religijnej inspirowanej sztuką ludową. Tworzył też obrazy o tematyce architektonicznej, pejzaże, sporadycznie akty i postacie kobiece w strojach ludowych.